# مسابقات قهرمانی بوکس آماتوری آسیا ۲۰۰۷
بیست و چهارمین دوره مسابقات قهرمانی بوکس آماتوری آسیا از ۴ ژوئن تا ۱۰ ژوئن ۲۰۰۷ در اولان‌باتور مغولستان با حضور حدود ۱۴۰ بوکسور از ۲۰ کشور برگزار شد. تیم ملی ایران با کسب یک مدال طلا و چهار نشان برنز به مقام چهارمی آسیا رسید که نسبت به دوره قبل دو پله صعود داشت.

## جدول مدالی
| رتبه            | کشور            | طلا | نقره | برنز | مجموع |
| --------------- | --------------- | --- | ---- | ---- | ----- |
| ۱               | ازبکستان        | ۳   | ۲    | ۲    | ۷     |
| ۲               | مغولستان        | ۳   | ۲    | ۰    | ۵     |
| ۳               | قزاقستان        | ۳   | ۱    | ۲    | ۶     |
| ۴               | ایران           | ۱   | ۰    | ۴    | ۵     |
| ۵               | کرهٔ شمالی       | ۱   | ۰    | ۱    | ۲     |
| ۶               | چین             | ۰   | ۴    | ۲    | ۶     |
| ۷               | هند             | ۰   | ۱    | ۶    | ۷     |
| ۸               | سوریه           | ۰   | ۱    | ۱    | ۲     |
| ۹               | کرهٔ جنوبی       | ۰   | ۰    | ۲    | ۲     |
| ۱۰              | تاجیکستان       | ۰   | ۰    | ۱    | ۱     |
| ۱۰              | تایلند          | ۰   | ۰    | ۱    | ۱     |
| مجموع (۱۱ کشور) | مجموع (۱۱ کشور) | ۱۱  | ۱۱   | ۲۲   | ۴۴    |

## نتایج بوکسورهای ایران
تنها طلایی تیم ایران در این مسابقه‌ها علی مظاهری بوکسور وزن ۹۱ کیلوگرم بود که چندماه قبل هم مدال طلای بازی‌های آسیایی را بر گردن آویخته بود. در این دوره، غلامرضا کریمی با کمک اکبر احدی و علیرضا استکی هدایت تیم ایران را برعهده داشتند.
- ۴۸ کیلوگرم: صادق فرج زاده در اولین مسابقه خود مغلوب حریفی از ازبکستان شد و از گردونه رقابت‌ها کنار رفت.
- ۵۱ کیلوگرم (ایران شرکت کننده نداشت)
- ۵۴ کیلوگرم (ایران شرکت کننده نداشت)
- ۵۷ کیلوگرم: فروتن گل‌آرا با پیروزی بر حریفانی از مالزی و کره جنوبی به نیمه نهایی رسید و پس از قبول شکست برابر آنخ زوریک باتار از مغولستان صاحب گردن آویز برنز شد.
- ۶۰ کیلوگرم: هومن کرمی پس از پیروزی بر بوکسورهای مغول و قرقیزستان و قبول شکست مقابل حریف قدرتمند ازبک خود به مدال برنز دست یافت.
- ۶۴ کیلوگرم: سعید نوروزی با پشت سرنهادن حریفانی از قرقیزستان و چین و باخت برابر بوکسور قزاقستان به نشان برنز رسید.
- ۶۹ کیلوگرم: مرتضی سپهوند در دوره اول به بوکسور چینی باخت و حذف شد.
- ۷۵ کیلوگرم: محمد ستاره پورپس از یک دور استراحت، در دور دوم حریفی از قطر را مغلوب کرد و به نیمه نهایی رسید و با شکست مقابل بوکسور ازبکستانی به مدال برنز رسید.
- ۸۱ کیلوگرم: مهدی قربانی در دور اول به بوکسوری از چین باخت و حذف شد.
- ۹۱ کیلوگرم: علی مظاهری با کسب سه پیروزی به مدال طلا دست یافت.
- ۹۱+ کیلوگرم: جاسم دلاوری با شکست مقابل بوکسور سوری در دور اول حذف شد.